# Enhydritherium
Enhydritherium terraenovae — вимерла морська видра, ендемічна для Північної Америки, яка жила в епохи міоцену — пліоцену від ~9.1 до 4.9 млн років тому.
Родовід Enhydritherium terraenova можна простежити до Африки та Євразії, але згідно з Томпсоном та ін., неможливо визначити чіткий шлях міграції.

## Таксономія
Enhydritherium terraenovae був названий Бертою та Морганом у 1985 році і є генотипом цієї тварини. Його типовим місцем є фосфатна шахта Пальметто у Флориді, яка знаходиться в маргінальному морському пісковику гемпфілійського періоду у формації Верхньої Боун-Веллі у Флориді.

## Поширення
Викопні зразки були знайдені в Каліфорнії (3 місця) і Флориді (8 місць).
У 2017 році частина щелепної кістки була знайдена в басейні Хучіпіла, Сакатекас. Знахідка, розташована приблизно в 200 км від сучасного узбережжя Тихого океану та в 600 км від Мексиканської затоки, свідчить про те, що тварина мігрувала через континент, використовуючи коридори прісної води в центральній Мексиці.